# Macau Tower
Macau Tower (chiń. 澳門旅遊塔會展娛樂中心; port. Centro de Convenções e Entretenimento da Torre de Macau) – wieża w Makau w Chinach o wysokości 338 m. Została oficjalnie otwarta 19 grudnia 2001 roku.
Na wysokości 223 m znajduje się czteropiętrowy punkt widokowy.